# Agalliana alutacea
Agalliana alutacea är en insektsart som beskrevs av Schmoeller och Keti Maria Rocha Zanol 2003. Agalliana alutacea ingår i släktet Agalliana och familjen dvärgstritar. Inga underarter finns listade i Catalogue of Life.